# Língua taíno
Taíno ou taino é uma língua extinta e ainda mal atestada como sendo uma língua aruaque que foi falada pelos taínos do Caribe. Na época do primeiro contato espanhol com as Américas, era o idioma principal em todo o Caribe. O Taíno Clássico (Taíno propriamente dito) era o idioma nativo das Ilhas de Barlavento do norte, Porto Rico, Ilhas Turcos e Caicos, da maioria de Hispaniola, e estava se expandindo em Cuba. Fontes coloniais sugerem que o cibonei era um dialeto do Taíno e era falado na Hispaniola, nas Bahamas, na Jamaica e na maior parte de Cuba.
No final do século XV, o Taíno havia desalojado idiomas anteriores, exceto no oeste de Cuba e em bolsões de Hispaniola. Como a cultura Taíno declinou durante a colonização espanhola, a língua foi substituída pelo espanhol e outros idiomas europeus. Acredita-se que tenha sido extinta depois de cerca de 100 anos de contato com europeus mas possivelmente continuou a ser falada em bolsões isolados do Caribe até as décadas finais do século XIX. Como foi a primeira língua nativa encontrada pelos europeus nas Américas, foi uma fonte importante de novas palavras tomadas por línguas europeias.

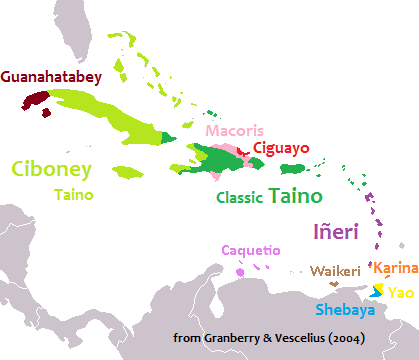
Dialetos Taínos nas Antilhas Pré-Colombianas

Granberry & Vescelius (2004) distinguem dois dialetos, um em Hispaniola e mais a leste, e o outro em Hispaniola e mais a oeste.
- Taíno Clássico (oriental), falado nas áreas culturais Taíno Clássico e Taíno Oriental. Estas foram as Ilhas de Barlavento ao norte de Guadalupe, Porto Rico, Hispaniola central e as Ilhas Turcas e Caicos (de uma expansão em cerca de 1200). O Taíno clássico estava se expandindo para o leste e mesmo para o centro de Cuba na época da conquista espanhola, talvez das pessoas que fugiam dos espanhóis em Hispaniola.
- Taíno Cibonei (ocidental), falado nas áreas culturais Cibonei e Lucaiana. Estas eram a maior parte de Cuba, Jamaica, Hispaniola ocidental e Bahamas.

Outros autores como C.S. Rafinesque (1836) distinguem um maior número de dialetos, incluindo:
- Taíno Aipiri-Ciboney, falado em Cuba e Bahamas.
- Taíno Bimini, falado no sul da Flórida.
- Taíno Boriken, falado em Porto Rico.
- Taíno Cairi, falado em Trinidad.
- taino eyeri, falado nas Pequenas Antilhas e em Porto Rico.
- Taíno haitiano, falado no Haiti atual.
- Taino jamaicano, falado na Jamaica.
- Taíno Lucaiano, falado nas Bahamas.[4]

## Escrita
O Taíno é escrito com o alfabeto latino sem as letras C, H, Q, V, porém usa a forma Ny.

## Fonologia
O subdialeto de Lucayo (Bahamas) (ou talvez o dialeto de Ciboney) tinha /n/ onde outros dialetos (talvez o Taíno Clássico) tinham /r/. Há uma variação nas presenças entre "e" ~ "i" e "o" ~ "u", talvez refletindo a transcrição das três vogais estáveis das línguas Aruaques nas cinco vogais do espanhol.
A língua Taíno não foi escrita. Os Taínos usavam petroglifos, que podem ser interpretados como "pré-escrita" ou protoescrita,
 mas tem havido pouca pesquisa na área. Os seguintes fonemas são reconstruídos a partir de registros espanhóis:
|             |             | Bilabial | Alveolar | Palatal | Velar | Glotal |
| ----------- | ----------- | -------- | -------- | ------- | ----- | ------ |
| Plosiva     | Tênuis      | p        | t        |         | k     |        |
| Plosiva     | Fortis      | b        | d        |         |       |        |
| Fricativa   | Fricativa   |          | s        |         |       | h      |
| Nasal       | Nasal       | m        | n        |         |       |        |
| Aproximante | Aproximante | w        | l        | j       |       |        |

Houve também uma vibrante [ɾ], que parece ter sido um alofone de /d/.
|         | Anterior | Central | Posterior |
| ------- | -------- | ------- | --------- |
| Fechada | i        |         |           |
| Medial  | e ɛ      |         | o         |
| Aberta  |          | a       |           |

Uma distinção entre /ɛ/ e /e/ é sugerida por transcrições espanholas de e versus ei/ey, como em ceiba, "ceiba". /e/ é escrita ei ou é nas modernas reconstruções. Houve, também, uma vogal alta posterior [u], que foi, muitas vezes, intercambiável com /o/ e pode ter sido um alofone.
Havia um conjunto paralelo de vogais nasais. A única no final de uma sílaba de uma palavra era /s/.

## Amostras de texto
Apúshua aránagu jemeíwa táshi óta wánawa ábo japúlima óta pansawánagu. Najak'agáma ekixíjira óta goízbaná óta toká kojutá ábo wanéya aránagu alú goíz oría ro'naboríkajat.
(Artíkulo 1 oría Banajíyaluwát Atabaríju oría Ará Pansawánagu)
Traduçãoː
Todos os seres humanos nascem livres e iguais em dignidade e direitos. Eles são dotados de razão e consciência e devem agir em relação uns aos outros em espírito de fraternidade.
(Artigo 1 da Declaração Universal dos Direitos Humanos)

### Hino Nacional de Porto Rico (La Borinqueña/Borikén'ât Areytoarát)
Axíjira, boríkua, Najak'busiká-itpá ayawá! Axíjira, toká jekísa sabárawa! Ináka roarát, mat’guatú Bik'ât matunaí? Guaríko! Guak'toká-iná tayno canyon'ât guátu. Guak'axéka barakutáshi, Guak'ât maxétekoá Guak'busiká. Guak'ibá, boríkuanagu, Guak'ibá jolú. Barakutáshi Guak'úkaja. Barakutáshi, Barakutáshi! Barakutáshi, Barakutáshi!

## Influência
Como foi a primeira língua com a qual os espanhóis tomaram contato na América, a língua taina legou, à língua espanhola, muitas palavras descrevendo plantas, animais e práticas culturais tipicamente americanas que os espanhóis desconheciam. Do espanhol, esses termos passaram a outras línguas europeias como a inglesa, a portuguesa e francesa. A língua taina também legou muitas palavras ao dialeto jibaro do espanhol de Porto Rico, e também influenciou na formação do crioulo haitiano.

## Lista de palavras
Lista de palavras taino:(Ramirez 2019: 647-648; 2020: 132):
| Português        | Taino          | Comparações                                                          |
| ---------------- | -------------- | -------------------------------------------------------------------- |
| 1sg (eu)         | da(t)ʃa / da-  | loko da-, guajiro ta-                                                |
| 3msg (ele)       | n-             | iñeri/loko lɨ-, guajiro/paraujano nɨ-                                |
| positivo         | ka-            | proto-arawak *ka-                                                    |
| testa            | -simu          | iñeri/loko (i)sibʊ                                                   |
| olho             | -ako           | iñeri -akʊ, loko -kʊ́ si                                              |
| dente            | -ahi           | iñeri/loko -ari, guajiro -a(l)i, bahuana -ahɨ                        |
| seio (mama)      | t-oo           | loko -ʊdiʊ, iñeri -ʊri                                               |
| 1                | heketi         | iñeri l-iketi “só”, loko ikin(i) “só”                                |
| 2                | jamoka         | iñeri/loko biama                                                     |
| 3                | kanokum        | loko kabɨ(hi)n, iñeri kabʊni                                         |
| 4                | jamõko-bre     | iñeri biam-bʊri, loko bia-bite                                       |
| pai (?)          | oheri          | iñeri -kʊsili                                                        |
| amigo            | -tiao          | iñeri -tí(ɲ)aʊ͂                                                       |
| no meio          | nakan          | iñeri anakɨ, loko nakan                                              |
| floresta         | arkabuko       | iñeri ara-bʊ, loko ada                                               |
| campo            | savana         | bahuana hamadɨ, aruã hamade                                          |
| caverna (buraco) | ʃagweje        | iñeri ʃawai                                                          |
| preto            | xej            | bahuana (i)tʃai, wapixana iʃa etc.                                   |
| roça             | konuko         | loko kʊnʊkʊ “floresta”, wapixana/parawana/aruã kanʊkʊ “id.”          |
| mar              | ba(ha)wa       | iñeri/loko/karib/etc. barawa / barana                                |
| forno            | burán          | iñeri bʊrale(t), loko bʊdali                                         |
| remo             | nahe           | iñeri néhene, loko -na(ha)le, yavitero néhʊ, maipure nau, baré néheʊ |
| rato             | kori           | iñeri/loko/wapixana kʊri, guajiro kuimatʃoulu                        |
| pimenta          | (h)aʃi         | iñeri ati, loko (h)at(h)i, guajiro (h)aʃi                            |
| urucu            | biʃa           | iñeri biʃe(t), *JC pɨSɨ-ri                                           |
| 1pl (nós)        | wa-            | proto-arawak *wa-                                                    |
| negativo         | ma- / majani   | loko/iñeri ma- / mani                                                |
| dependentizador  | -te            | loko/iñeri -te                                                       |
| orelha           | -ariken        | iñeri -arikai, loko -dike                                            |
| nádega, ânus     | t-arima        | iñeri -ari(ʊ)ma                                                      |
| avô              | -aroko-        | iñeri -ar(ʊ)kʊti, loko -adʊkʊti                                      |
| céu              | turei          | bahuana tɨraɨtsɨ                                                     |
| tempestade       | hurakan        |                                                                      |
| altura           | haïti / wi(h)o | loko aiʊmi, iñeri ĩjʊ                                                |
| pedra            | siba           | iñeri/loko siba                                                      |
| casa             | bu(h)io        | iñeri -ʊbʊȷ͂e                                                         |
| partir           | -iba           | iñeri/loko -iba                                                      |
| banco            | duho           | guajiro tulu, warao duhu “sentado”                                   |

### Empréstimos
Alguns empréstimos lexicais:
| Taíno              | sentido           | influência nas línguas contemporâneas                                                                                            |
| ------------------ | ----------------- | --- |
| barbakoa           | grelha            | barbecue (inglês) |
| kasiké             | chefe             | cacique |
| kaimã              | jacaré            | caimán (espanhol), caiman (inglês), caimão                                                                                       |
| kaniba             | Caribe            | canibal |
| kanowa             | canoa             | canoa |
| kasabi             | mandioca          | casava (espanhol), cassava (inglês)                                                                                              |
| kaya               | ilha              | cayo (espanhol), cay, caye ou key (inglês), caye (francês), cay (alemão)                                                         |
| seba               | ceiba             | |
| wayaba             | goiaba            | guayaba (espanhol), guava (inglês), goyave (francês), goiaba                                                                     |
| hamaka             | rede de descanso  | hamaca (espanhol), hammock (inglês), hamac (francês), maca                                                                       |
| hurakã (/hodakã/?) | tempestade?       | huracán (espanhol), hurricane (inglês), ouragan (francês), furacão                                                               |
| iwana              | iguana            | iguana |
| mahis, máhisi      | milho             | maíz (espanhol), maisena |
| manatí             | peixe-boi         | manatí (espanhol), manatee (inglês), lamantin (francês), lamantino (italiano), manati                                            |
| papaya             | mamão             | papaia |
| batata             | batata-doce       | patata (espanhol), potato (inglês), patata (italiano), patate (francês), patata (basco), patates (turco), patata (grego), batata |
| sabana             | (poucas árvores?) | sabana (espanhol), savane (francês), savanna (inglês), savana (italiano), savanne (alemão), savana                               |
| taíno              | parentes          | taíno |
| tabako             | tabaco            | tabaco (espanhol), tabak (alemão), tobacco (inglês), tabac (francês), tabaco                                                     |